# Индравати
Индравати (англ. Indravati River, непальск. इन्द्रावती नदी) — река на востоке центральной части Непала, часть системы реки Коси.
Индравати берёт начало на южных склонах главного хребта Гималаев. Река отличается значительными уклонами, в верхнем течении многочисленны пороги. Для бассейна Индравати характерна альпийская, субальпийская и умеренная растительность, которые сменяют друг друга согласно высотной поясности. Вдоль среднего и нижнего течения реки раскинулись небольшие деревушки. Индравати впадает в реку Сун-Коси в городке Долалгхат, расположенном на шоссе Арнико, которое связывает Катманду с непальско-китайской границей.
Система реки Коси включает такие крупные реки, как Сун-Коси, Индравати, Бхола-Коси, Дудх-Коси, Арун, Барун и Тамур. Все они сливаются в одну реку Сапт-Коси, которая течёт на юг, прорезая хребет Махабхарат в виде ущелья Чатра и выходя на Гангскую равнину.